# Dangereuse conduite
Pour plus de détails, voir Fiche technique et Distribution.
Dangereuse conduite  est un téléfilm américain réalisé par Deran Sarafian , diffusé en 1999. 

## Synopsis
Quelques mois après que Éddie Madden a perdu sa femme et son fils unique dans un accident de voiture, son quotidien bascule, il devient de plus en plus antisocial cela se ressent dans son travail il est chauffeur-livreur. 
En effet il a une altercation avec Ellen Carson à cause de son style de conduite agressif. Celle-ci finit par aller se plaindre auprès de son patron Steve Boyd, celui-ci constatant son comportement décide de se séparer de lui. Aussi Éddie décide de se venger de Ellen Carson coute que coute ...

## Fiche technique
- Titre : Dangereuse conduite
- Titre original :  Road Rage
- Réalisation : Deran Sarafian
- Scénario :  Brian L. Ross
- Musique : Joel McNeely
- Décors : Kate Marshall
- Costumes : Nancy Duggan
- Production : Bonnie Raskin Productions, NBC Studios
- Pays :  États-Unis
- Genre : Triller/Drame
- Durée : 120 minutes

## Distribution
- Yasmine Bleeth: Ellen Carson
- Jere Burns:  Eddie Madden
- Alana Austin : Cynthia Carson
- Jenica Bergere  : Nina
- Nathaniel DeVeaux : Sergeant Ganz
- John Wesley Shipp : Jim Carson
- Doug Abrahams: Steve Boyd